# Malé Kyšice
Malé Kyšice là một làng thuộc huyện Kladno, vùng Středočeský, Cộng hòa Séc.